# Gliomatosis cerebri

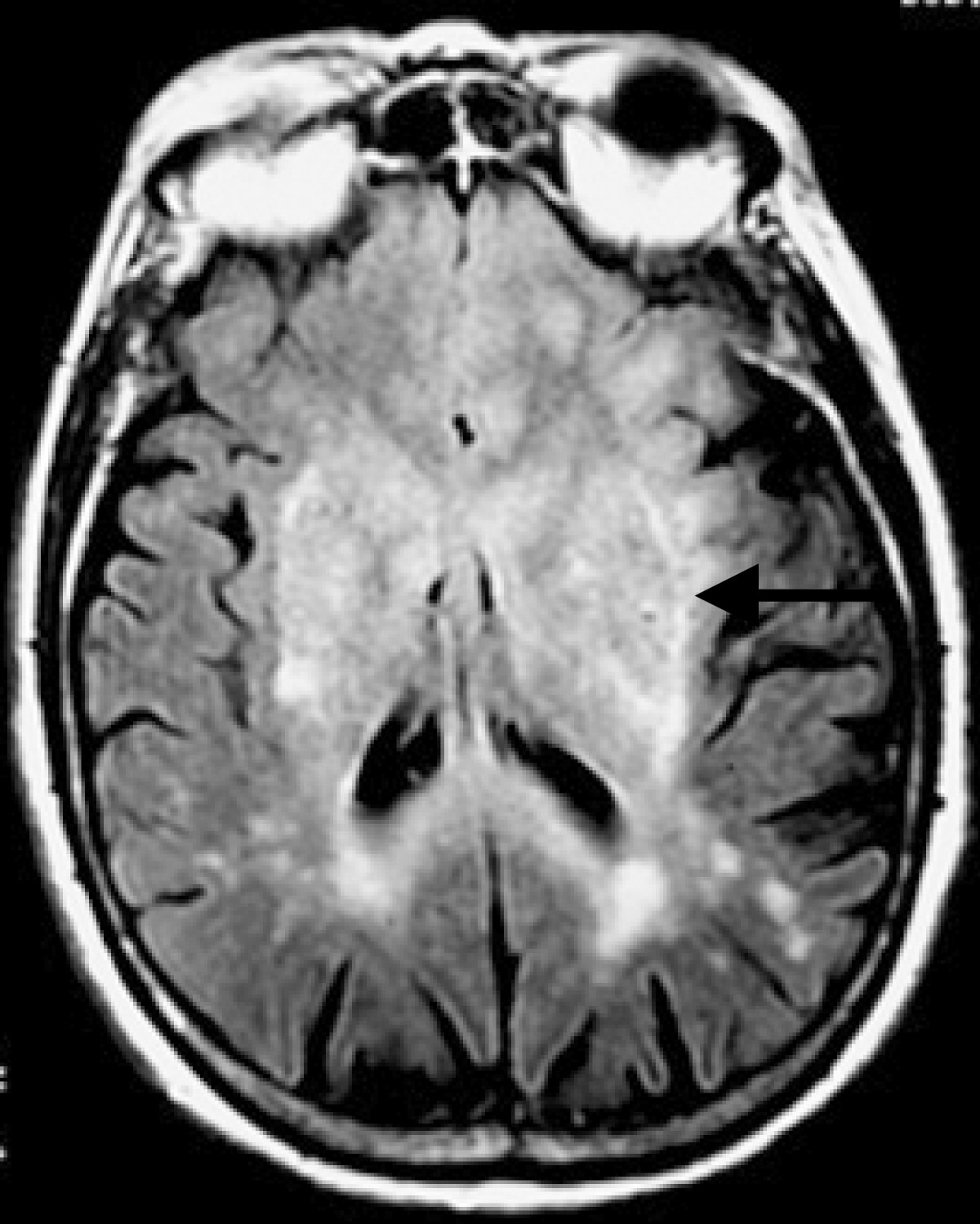
Diffuse Infiltration des Gehirnparenchyms in einer magnetresonanztomographischen Aufnahme des Gehirns (T2-FLAIR-Wichtung). Die flächigen hellen (hyperintensen) Bereiche entsprechen geschädigtem Hirngewebe.

Die Gliomatosis cerebri ist ein seltenes Wachstumsmuster mancher Hirntumoren, bei dem mehrere Lappen des Gehirns betroffen sind und sich oftmals kein Kern des Tumors mehr ausmachen lässt. Sie ist mit einer schlechten Prognose assoziiert.
Früher wurde sie als eigenständige Tumorart gesehen. Diese Einteilung ist seit 2016 überholt, da die Tumoren anhand molekulargenetischer Untersuchungen anderen Tumortypen zugeteilt werden können. Auch andere Erkrankungen wie Entzündungen können ähnliche Veränderungen zeigen.

## Definition
Die Gliomatosis cerebri definiert sich durch eine meist beidseitige Ausbreitung des Tumors in drei oder mehr Lappen des Gehirns. Auch andere Strukturen des zentralen Nervensystems wie das Rückenmark oder das Kleinhirn können betroffen sein.

## Einteilung
Bis zur Aktualisierung der vierten Version der WHO-Klassifikation der Tumoren des zentralen Nervensystems von 2016 wurde die Gliomatosis cerebri als eigenständige Entitäte eingeordnet. Durch Fortschritte in der molekulargenetischen Unterteilung von Tumoren zeigte sich, dass die als Gliomatosis cerebri bezeichneten Neoplasien keine eigenständige Gruppe bilden, sondern es sich um verschiedene diffuse Gliome mit besonders weitreichender Infiltration handelt. Ursächlich ist meist ein Glioblastom, seltener Astrozytome, Oligodendrogliome oder andere Typen.
Aufgrund des weitreichenden Befalls sind die Tumoren insbesondere chirurgischen und strahlentherapeutischen Therapien nur eingeschränkt zugänglich, die Gliomatosis ist mit einer schlechten Prognose assoziiert. Auch nicht-neoplastische Erkrankungen wie Vaskulitiden, Enzephalitiden und Leukenzephalopathien können bildgebend ähnliche Veränderungen verursachen.